# Sixteen (programma televisivo)
Sixteen (식스틴?, SikseutinLR) è stato un reality show sudcoreano del 2015 creato dalla JYP Entertainment e trasmesso su Mnet. Il programma contrappose sedici tirocinanti l'una contro l'altra al fine di assicurarsi un posto nel girl group Twice. Le partecipanti furono valutate non solamente per le loro abilità nel canto e nel ballo ma anche per carisma e personalità. Lo show fu trasmesso su Mnet dal 4 maggio al 7 luglio 2015 per dieci episodi.

## Promozione pre-show
A partire dal 13 aprile 2015, la JYP Entertainment (JYPE) iniziò a presentare i profili delle 16 candidate tramite il canale Mnet e il canale YouTube ufficiale di Sixteen. Fu rivelato che tra le concorrenti erano presenti due tirocinanti giapponesi, una giapponese-statunitense, una thailandese, una coreana-canadese, una taiwanese e undici coreane. Qualche indizio sul format dello show fu dato, rivelando che sette concorrenti erano già candidate per il nuovo girl group, mentre le rimanenti nove avrebbero cercato di sostituirle nella formazione finale.

### Partecipanti
| #  | Nome                                       | Data di nascita   |
| -- | ------------------------------------------ | ----------------- |
| 1  | Im Na-yeon (임나연)                        | 22 settembre 1995 |
| 2  | Yoo Jeong-yeon (유정연)                    | 1º novembre 1996  |
| 3  | Momo Hirai (平井 もも)                     | 9 novembre 1996   |
| 4  | Sana Minatozaki (湊崎 紗夏)                | 29 dicembre 1996  |
| 5  | Park Ji-hyo (박지효)                       | 1º febbraio 1997  |
| 6  | Mina Myōi (名井 南)                        | 24 marzo 1997     |
| 7  | Song Min-young (송민영)                    | 27 febbraio 1998  |
| 8  | Park Ji-won (박지원)                       | 20 marzo 1998     |
| 9  | Kim Da-hyun (김다현)                       | 28 maggio 1998    |
| 10 | Son Chae-young (손채영)                    | 23 aprile 1999    |
| 11 | Chou Tzu-yu (周子瑜)                       | 14 giugno 1999    |
| 12 | Lee Chae-yeon (이채연)                     | 11 gennaio 2000   |
| 13 | Kim Eun-suh (김은서)                       | 14 novembre 2000  |
| 14 | Jeon So-mi (전소미)                        | 9 marzo 2001      |
| 15 | Lee Chae-ryeong (이채령)                   | 5 giugno 2001     |
| 16 | Natty (Ahnatchaya Suputhipong) (나띠, นัตตี้) | 30 maggio 2002    |

## Classifica
La seguente tabella mostra le posizioni in classifica delle concorrenti di Sixteen e il loro esito.
| Posizione finale | Nome       | Secondo l'A&R Team | 1º (Are You A Star?) | 2º (Jacket Cover) | 3º (1:1)         | 4º (gruppo)      | Elezione dei membri | 5º (Showcase)           | Esito finale     |
| ---------------- | ---------- | ------------------ | -------------------- | ----------------- | ---------------- | ---------------- | ------------------- | ----------------------- | ---------------- |
| 1.               | Nayeon     | Major              | Minor                | Minor             | Major            | Minor            | Major               | Minor                   | Vincitrice       |
| 2.               | Jeongyeon  | Minor              | Minor                | Major             | Major            | Minor            | Major               | Minor                   | Vincitrice       |
| 3.               | Dahyun     | Major              | Major                | Minor             | Minor            | Major            | Minor               | Minor                   | Vincitrice       |
| 4.               | Mina       | Major              | Minor                | Major             | Major            | Minor            | Minor               | Major                   | Vincitrice       |
| 5.               | Sana       | Minor              | Major                | Major             | Minor            | Major            | Major               | Major                   | Vincitrice       |
| 6.               | Chaeyoung  | Major              | Major                | Major             | Minor            | Minor            | Major               | Major                   | Vincitrice       |
| 7.               | Jihyo      | Minor              | Major                | Minor             | Major            | Major            | Major               | Major ma nel team Minor | Vincitrice       |
| 8.               | Tzuyu      | Minor              | Minor                | Major             | Minor            | Major            | Major               | Minor                   | Aggiunta         |
| 9.               | Minyoung   | Major              | Minor                | Minor             | Minor            | Major            | Major               | Major                   | Eliminata        |
| 10.              | Somi       | Minor              | Major                | Major             | Major            | Major            | Minor               | Major                   | Eliminata        |
| 11.              | Natty      | Minor              | Major                | Major             | Major            | Major            | Minor               | Major                   | Eliminata        |
| 12.              | Chaeryeong | Minor              | Major                | Minor             | Major            | Minor            | Minor               | Minor                   | Eliminata        |
| 13.              | Jiwon      | Major              | Minor                | Minor             | Minor            | Minor            | Minor               | Eliminata               | Non partecipante |
| 14.              | Momo       | Major              | Minor                | Minor             | Minor            | Eliminata        | Non partecipante    | Non partecipante        | Aggiunta         |
| 15.              | Eunsuh     | Minor              | Minor                | Minor             | Eliminata        | Non partecipante | Non partecipante    | Non partecipante        | Non partecipante |
| 16.              | Chaeyeon   | Minor              | Minor                | Eliminata         | Non partecipante | Non partecipante | Non partecipante    | Non partecipante        | Non partecipante |

## Controversie
Diverse controversie sorsero durante lo show in quanto fu ritenuto come un "abuso emotivo" delle concorrenti. Il pubblico affermò che era "crudele" nei confronti delle partecipanti.
Altre controversie sorsero nuovamente nell'ultimo episodio quando Momo, una concorrente eliminata in precedenza, fu reinserita nella formazione finale delle Twice. I fan divennero scettici riguardo alle motivazioni dietro a questa decisione. Successivamente, rappresentanti della JYPE affermarono che "Momo è eccezionale in danza e performance. Abbiamo ritenuto che sarebbe stata una grande aggiunta per completare realmente le Twice".
Il giorno dopo l'episodio finale, JYPE ha rilasciato una breve dichiarazione circa l'aggiunta di Tzuyu e Momo nella formazione finale delle Twice: "Ci scusiamo per aver fallito nel comunicare chiaramente il processo di selezione, e vorremmo spiegarlo in dettaglio nuovamente. La condizione per essere scelti come membro finale erano i voti fatti da audience e spettatori. Tuttavia, a seguito dell'episodio finale, abbiamo pensato che i sette membri selezionati ufficialmente avrebbero potuto lasciare qualcosa a desiderare. Quindi, in aggiunta ai sette, abbiamo deciso che un membro sarebbe stato aggiunto solamente tramite l'opinione del pubblico (Tzuyu) e uno solamente tramite l'opinione di Park Jin-young (Momo)".

## Seguito
Le Twice debuttarono con il loro primo singolo Like Ooh-Ahh il 20 ottobre 2015.
Dopo che lo show finì, Jiwon scelse di lasciare l'agenzia e seguire i suoi talenti altrove.
Poco dopo Jiwon, Minyoung fu la seconda concorrente ad abbandonare la JYPE. In una dichiarazione afferma: "Perseguirò i miei sogni da qualche altra parte. Non mi sono arresa. Mentre ero qui, volevo comunicare con i fan, ma ero frustrata perché non potevo. Volevo dirvi che ho ricevuto tutti i regali che mi avete mandato... vi sono davvero grata; sono stati per me una grande fonte di forza".
Nei primi mesi del 2016, Somi partecipò al reality show di Mnet Produce 101, che fu presentato in anteprima il 22 gennaio. Terminò al primo posto e debuttò nel girl group del progetto I.O.I, che si sciolse meno di un anno dopo. Il 20 agosto 2018, la JYPE rilasciò una dichiarazione ufficiale sul proprio sito web in cui affermava che Somi aveva rescisso il suo contratto e lasciato l'agenzia. Successivamente, in settembre, firmò un contratto esclusivo con The Black Label, una sub-label della YG Entertainment, dove debuttò come solista con la propria traccia Birthday a giugno 2019.
Nel 2017, Eunsuh, Chaeyeon e Natty lasciarono la JYPE.
Nel luglio 2017, Eunsuh, Natty e Jiwon competerono nel reality show di Mnet Idol School. Jiwon terminò in sesta posizione e debuttò come membro delle Fromis 9.
A metà del 2018, Chaeyeon concorse nello show di Mnet Produce 48, rappresentando la WM Entertainment. Terminò in dodicesima posizione e debuttò come membro delle Iz*One a ottobre 2018. Nel 2022, debuttò come solista con l'EP Hush Rush.
Chaeryeong, l'unica tirocinante rimasta alla JYPE da Sixteen, debuttò come membro del nuovo gruppo della JYP Entertainment, Itzy, a febbraio 2019.
Nell'aprile 2020, Natty firmò un contratto con la Swing Entertainment, e debuttò come solista con il singolo Nineteen nel maggio dello stesso anno. Nel 2022, Natty firmò con la S2 Entertainment. Nel luglio 2023, debuttò come membro delle Kiss of Life.
Minyoung attualmente lavora in una scuola internazionale e segue la musica come hobby attraverso il proprio canale YouTube.